# Sabina (skladba)
»Sabina« je skladba skupine Bazar iz leta 1986. Avtor glasbe je Tadej Hrušovar, besedilo pa je napisal Tomaž Kozlevčar. 

## Snemanje
Snemanje je potekalo v studiu Tivoli. Skladba je 5. aprila 1986 izšla na njihovem debitanskem studijskem albumu Bazar pri ZKP RTV Ljubljana na kaseti in vinilki. Leta 1998 pa še na zgoščenki Kompilacija 84-92.

## Zasedba

### Produkcija
- Tadej Hrušovar – glasba, producent
- Dušan Velkaverh – besedilo
- Tomaž Kozlevčar – aranžma
- Aco Razbornik – tonski snemalec
- Jurij Toni – tonski snemalec

### Studijska izvedba
- Slavko Ivančić – solo vokal
- Danilo Kocjančič – bas kitara, vokal
- Dušan Vran – bobni, vokal
- Zdenko Cotič – kitara, vokal
- Marino Legovič – klaviature, vokal